# Спаське (Сарактаський район)
Спа́ське (рос. Спасское) — село у складі Сарактаського району Оренбурзької області, Росія.

## Населення
Населення — 744 особи (2010; 743 у 2002).
Національний склад (станом на 2002 рік):
- росіяни — 92 %